# Traité de Péronne (14 septembre 1641)
Pour les articles homonymes, voir Traité de Péronne.
Le traité de Péronne du 14 septembre 1641 fut signé par Louis XIII, roi de France, et par Honoré II, prince de Monaco.

## Contexte historique

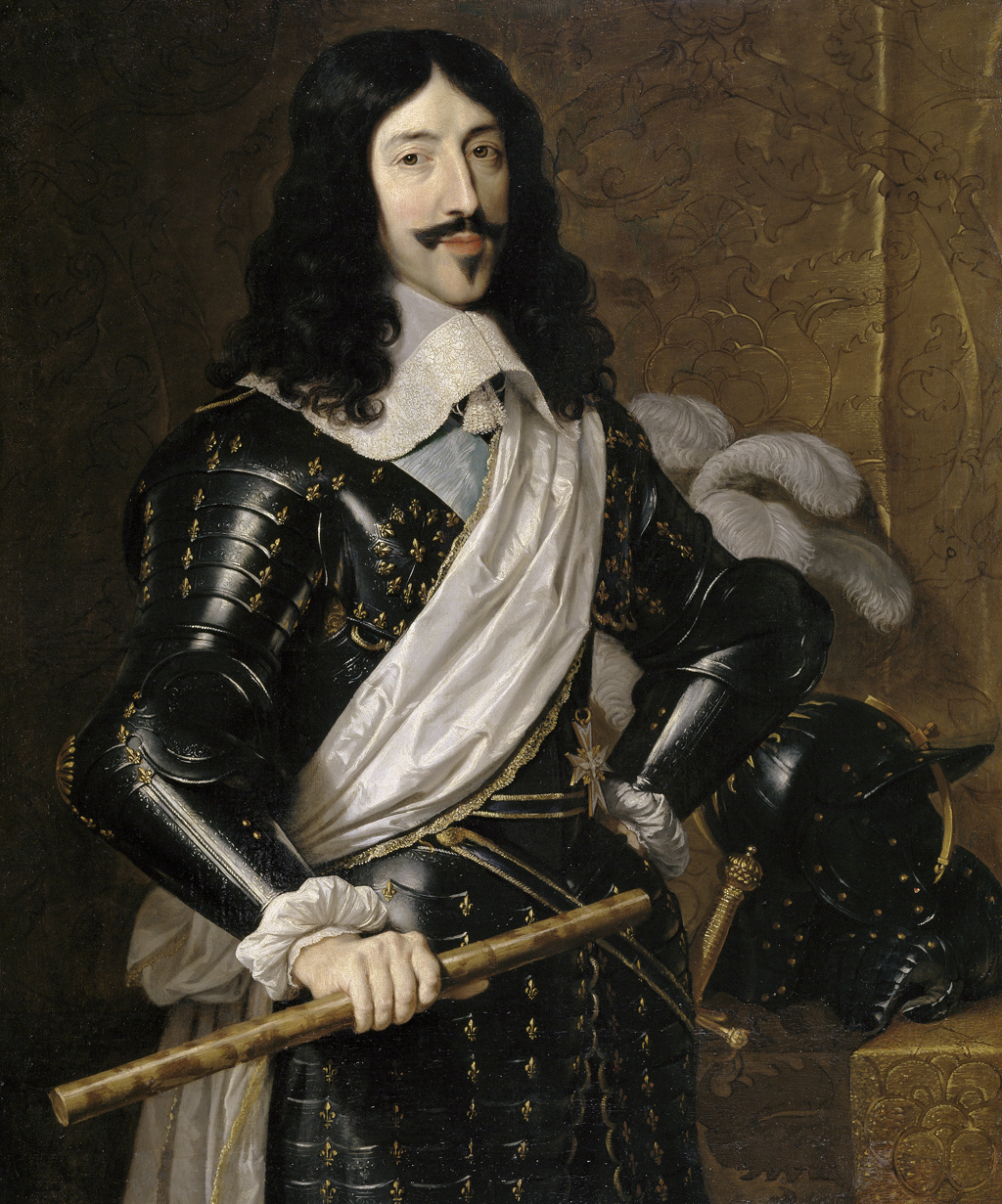
Louis XIII, roi de France

Ce traité de Péronne a été signé dans le contexte troublé de la guerre de Trente Ans et de la rivalité franco-espagnole. Louis XIII et Richelieu se trouvaient à Péronne en septembre 1641, alors qu'une campagne militaire permettait de faire tomber entre les mains de la couronne de France les places fortes espagnoles d'Aire-sur-la-Lys, Lens, Bapaume et La Bassée.
Le prince de Monaco cherchait, à cette époque, à se débarrasser de la tutelle espagnole. Il lui fallait, pour ce faire, changer de protecteur. En outre, dans la stratégie d’affaiblissement de la puissance espagnole, Richelieu considérait que le roi de France renforcerait sa position en étendant son influence sur le Rocher.

## Clauses principales

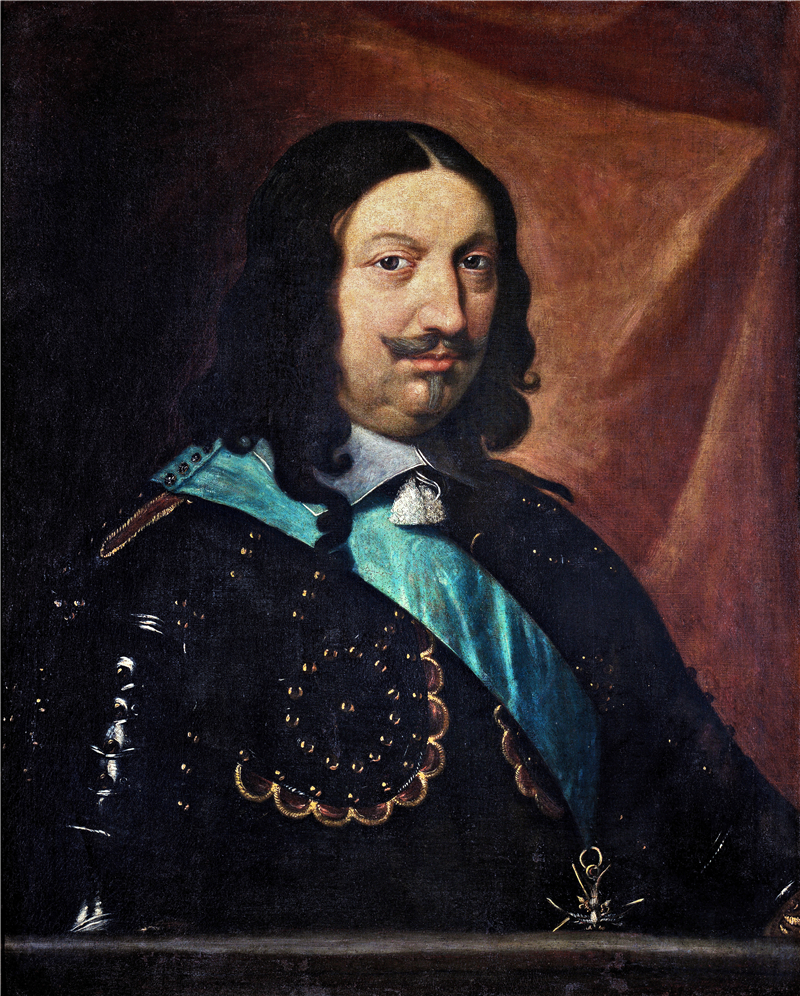
Honoré II, prince de Monaco

Par ce traité de quatorze articles, le prince de Monaco n'était plus sous protectorat espagnol et se replaçait dans la mouvance 
du roi de France qui lui reconnaissait la souveraineté sur Monaco. L’article six de la convention disposait que le prince était libre et souverain sur Monaco, Roquebrune et Menton.
- Une garnison de 500 hommes stationnerait en permanence sur le territoire du prince, aux frais du Trésor royal, mais placés sous les ordres directs du prince, pour protéger la place.
- En l'absence du prince, le commandement de la garnison serait confié à un lieutenant nommé par le roi mais agréé par le prince.
- Le roi de France protecteur du prince, de sa famille, de ses privilèges et de ses biens verserait au prince une rente annuelle de 75 000 livres.
- Les biens d'Honoré II en territoire espagnol ayant été confisqués par le roi d'Espagne, le roi de France accordait, en compensation, au prince de Monaco le duché de Valentinois, le marquisat des Baux-de-Provence, le comté de Carladès, la cité de Chabeuil, les baronnies de Calvinet, de Buis et la seigneurie de Saint-Rémy-de-Provence.

Les clauses territoriales du traité furent confirmées par lettres patentes remises à Saint-Germain-en-Laye en février 1643.

## Postérité du traité
Le traité de Péronne resta en vigueur jusqu'en 1793, lorsque, pendant la Révolution française, Monaco, Menton et Roquebrune furent rattachés au territoire français.
En 1815, après la seconde abdication de Napoléon Ier, le congrès de Vienne décida de mettre Monaco, Menton et Roquebrune sous la protection du roi de Sardaigne.
En 1860, le royaume de Sardaigne céda à la France le comté de Nice, en compensation de son aide politique et militaire pendant le Risorgimento. Roquebrune et Menton furent rattachées au département des Alpes-Maritimes après un plébiscite en 1861. Seule Monaco resta sous la souveraineté du prince.

## Pour approfondir